# فردریکستاد
فردریکستاد (به نروژی: Fredrikstad) یک شهرک در نروژ است که در شهرستان اوستفولد واقع شده‌است.

## خصوصیات
فردریکستاد ۲۸۵٫۹ کیلومترمربع مساحت و ۷۵٬۵۸۳ نفر جمعیت دارد.

## خواهرخوانده
شهرهای کوتکا، آلبورگ، ژانژو، هوساویک و Karlskoga Municipality خواهرخوانده‌های فردریکستاد هستند.